# Euryté (nymphe)
Pour les articles homonymes, voir Euryté.
Dans la mythologie grecque, Euryté (en grec ancien Εὐρύτη / Eurútê) est une nymphe, mère d'Halirrhotios par Poséidon. Elle peut être la même nymphe que Bathycleia, un autre nom donné pour la mère de Halirrhotios.

## Source
- Pseudo-Apollodore, Bibliothèque [détail des éditions] [lire en ligne], III, 14, 2.